# جامع بودروم
جامع بودروم (بالتركية: Bodrum Camii)‏ في إسطنبول. ويعرف أيضا باسم مسجد مسيح باشا (بالتركية: Mesih Paşa Camii)‏ نسبة إلى الوزير الفاتح مسيح باشا بعد فتحه لمدينة إسطنبول في عهد السلطان بايزيد الثاني سنة 1500م. وقد تم تحويله من كنيسة بيزنطية أرثودكسية كانت تحمل اسم ميرليون (باليونانية: Eκκλησία του Μυρελαίου ) إلى مسجد وجامع حمل اسم جامع بودروم. بُنِيَ على الطِّراز البيزنطي ويظهِرُ تَشابُهاتٍ مِعماريةٍ قَويّة مع جامع فناري عيسى.

## معرض صور

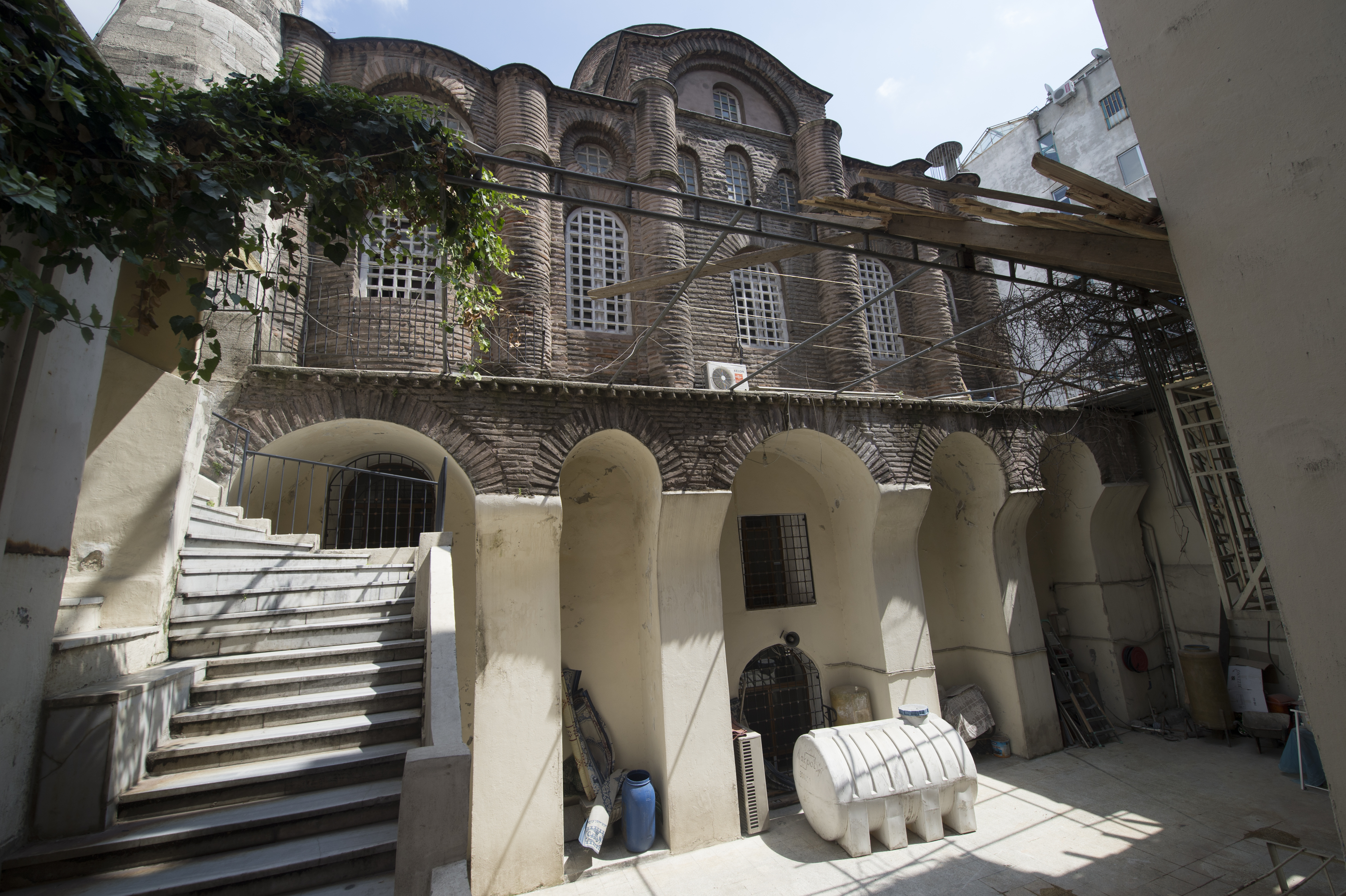
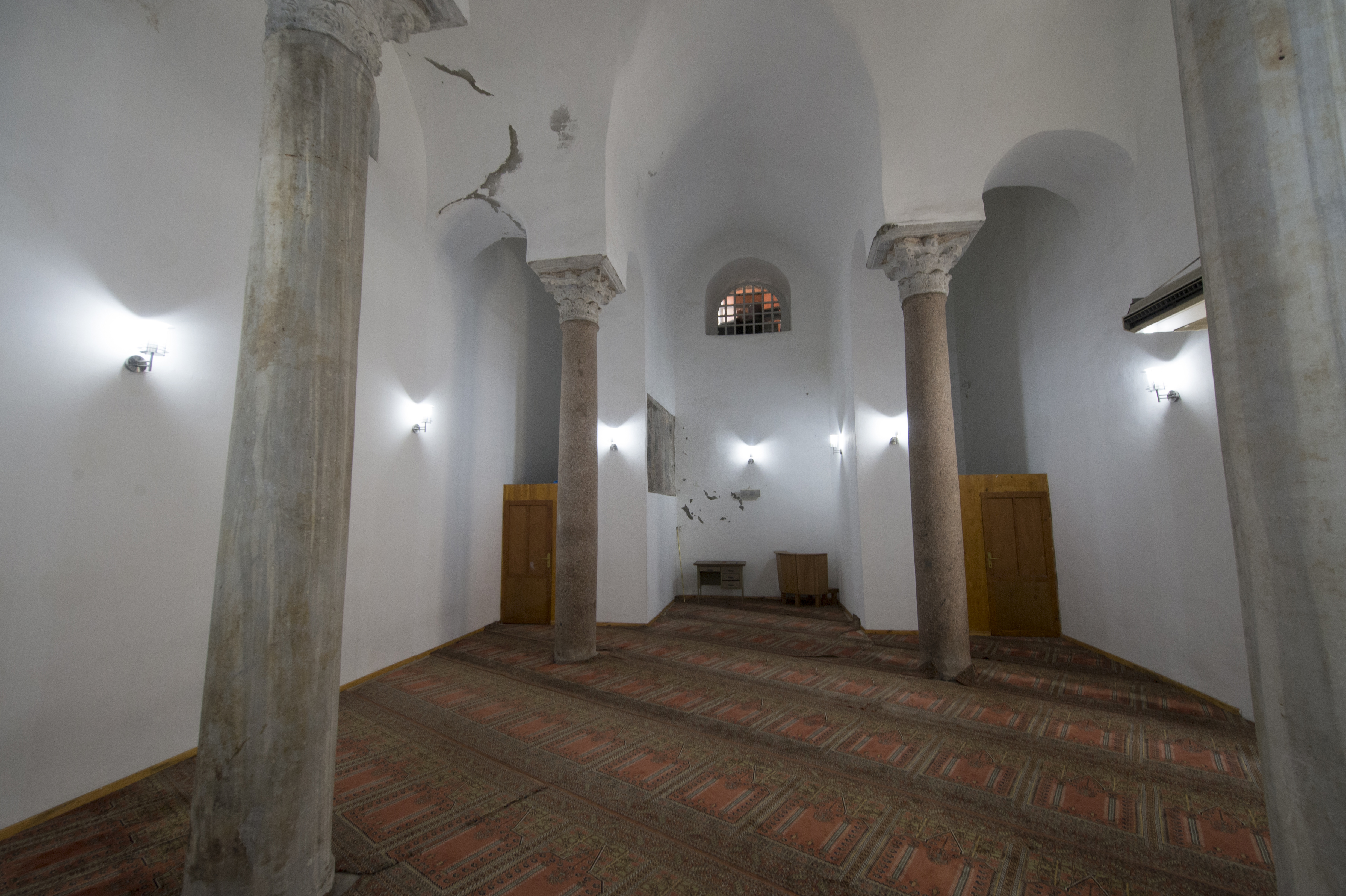
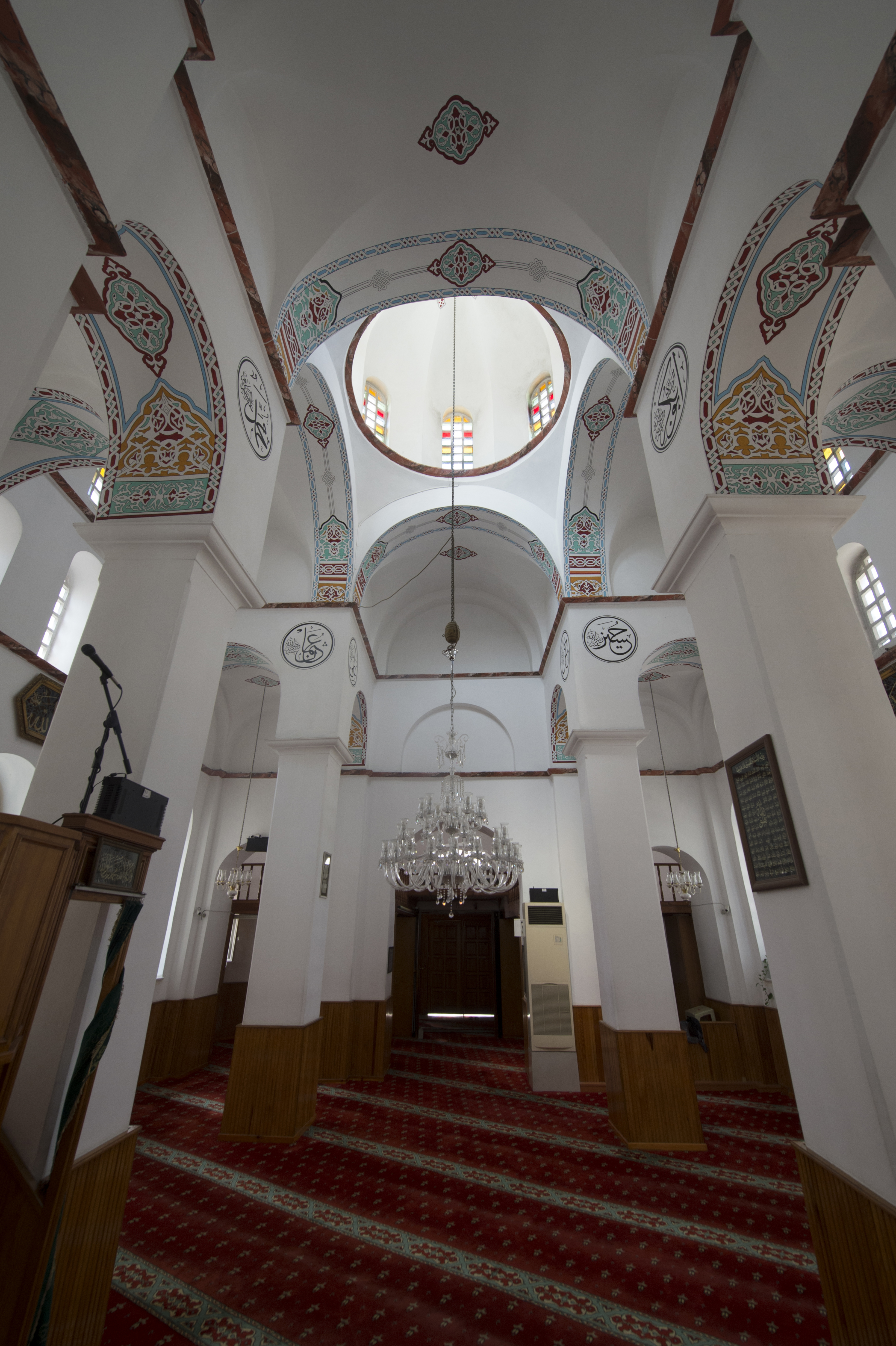
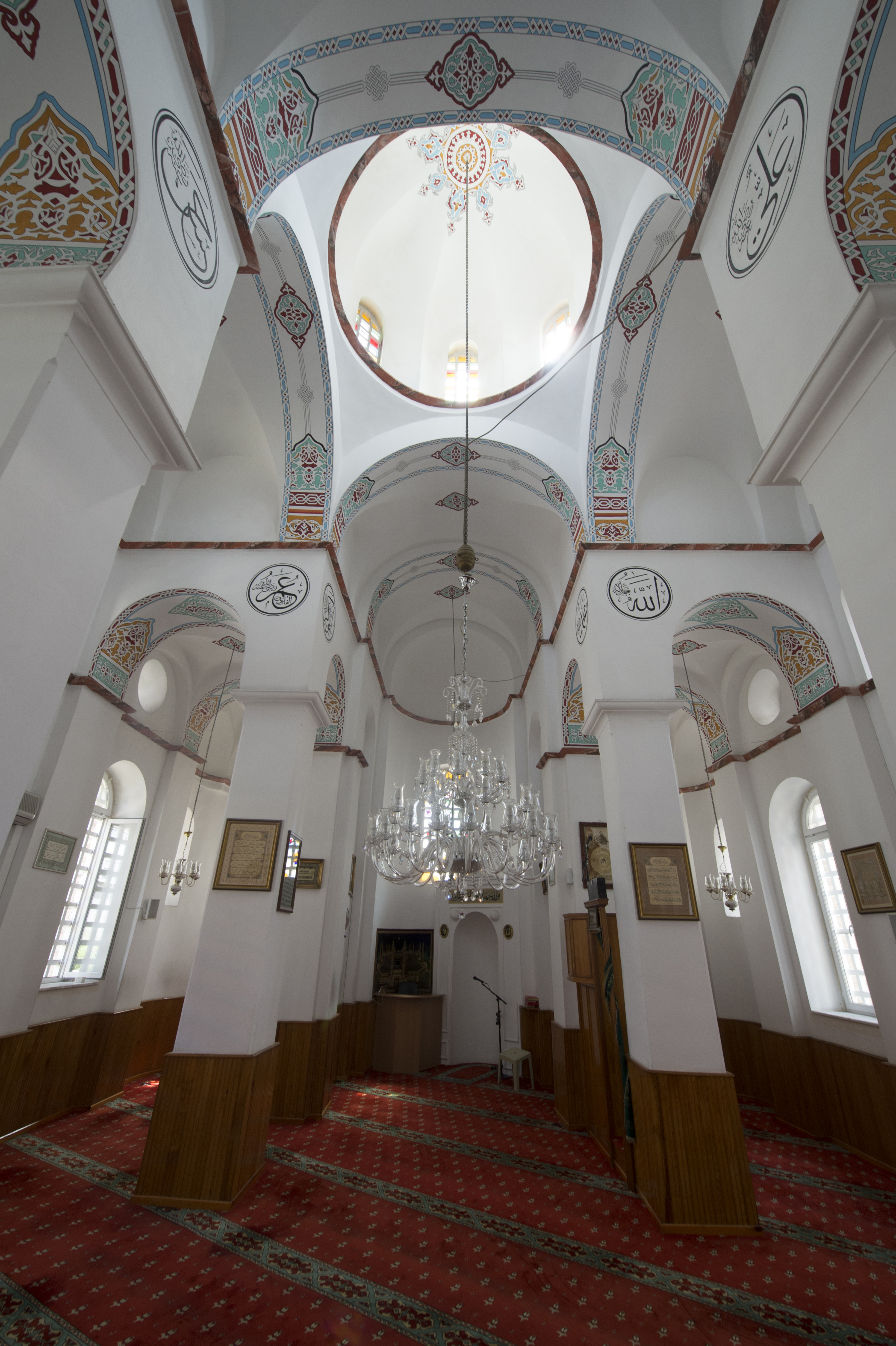
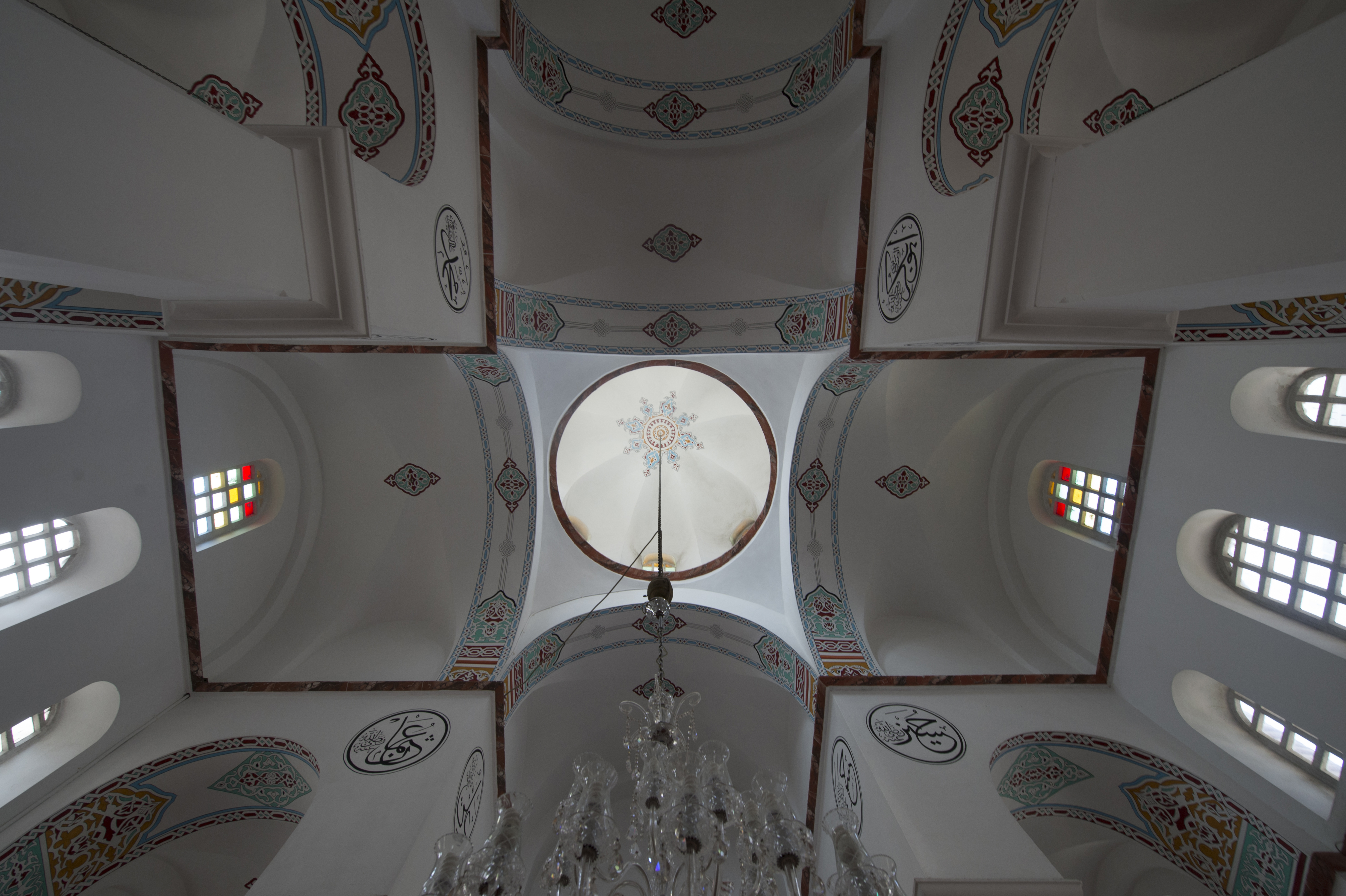
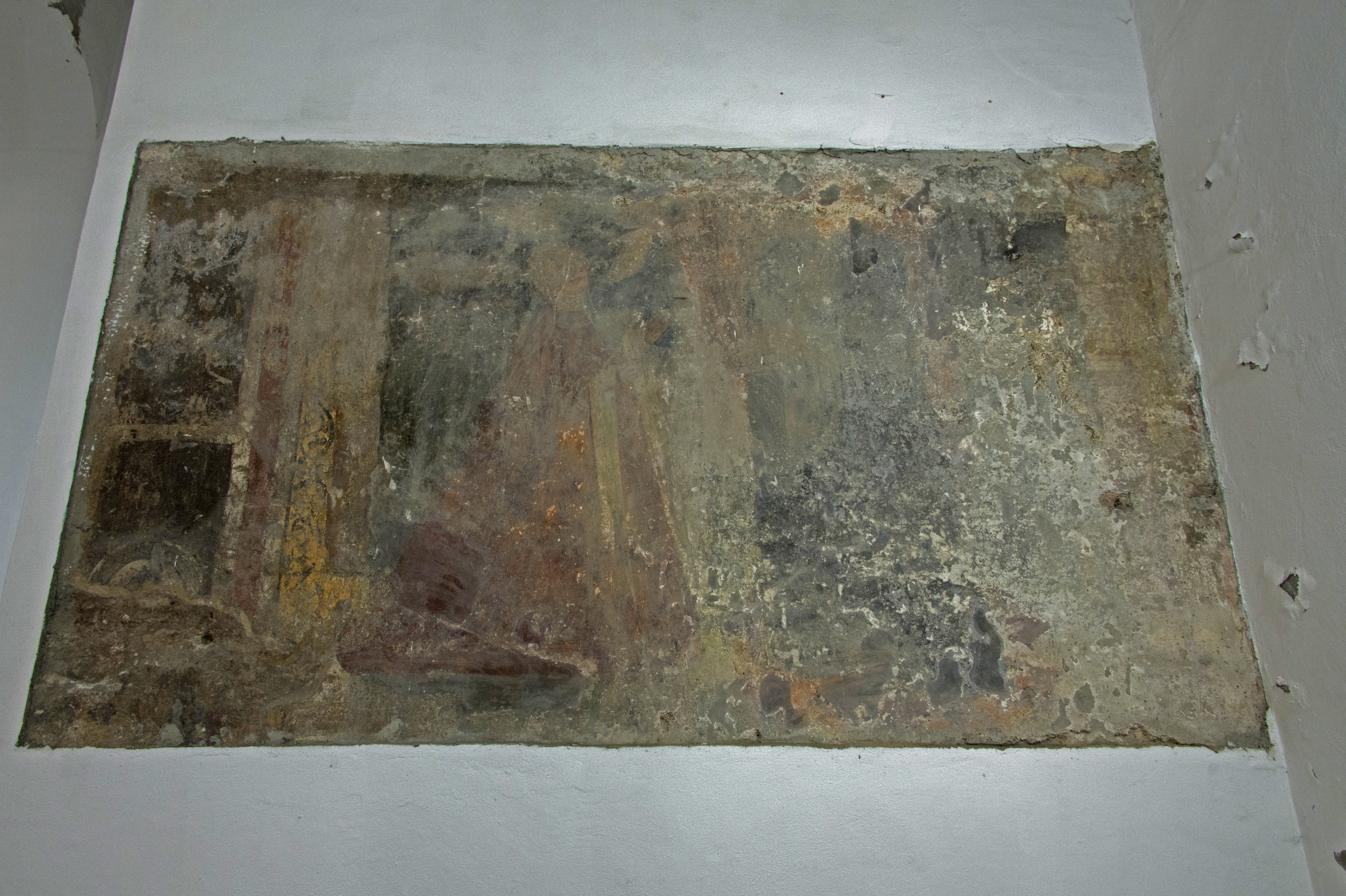

## أعلام
- رومانوس الأول